# Hiroaki Namba
Hiroaki Namba (難波 宏明 Namba Hiroaki?), född 9 december 1982 i Okayama prefektur, är en japansk fotbollsspelare.
Namba började sin karriär 2001 i Vissel Kobe. Efter Vissel Kobe spelade han för Tochigi SC, Yokohama FC, Mito HollyHock och FC Gifu. Han avslutade karriären 2018.